# 光复路 (广州)
光复路是中华人民共和国广东省广州市荔湾区的一条道路，位於廣州城西，呈南北走向，全长约1.8公里，宽12至13米。北起西华路，南至和平东路，全路分南、中、北三段。由西华路至龙津东路为光复北路，往南至上九路为光复中路，再往南为光复南路。目前车辆通行方向为由北往南单向通行。

## 概述
光復南路北至上九路，南至和平東路。原名打銅街，該處曾是打銅行業集中地。中华民國十五年（1926年）擴建成路，以“光復”爲名，以紀念辛亥革命推翻清朝统治，光复山河。長375米。寬12米。
光复北路原為第三甫、第四甫和第五甫，光复中路原為第六甫、第七甫、第八甫，均於民國二十年（1931年）改建成现代馬路。
文化大革命时期，南、中、北三段光复路曾被命名为“光明南路”、“光明中路”、“光明北路”，后复名光复路。

## 歷史

### 民國前
末拆城築路前，第八甫是附城牆邊的交通要道，直出是打銅街，集中了銀號與布店、金絲行綢緞批發業，對上第七甫是開山票、鋪票的場所。這些鋪房都特別深大，後街直通水腳，可安排字房，有利於整間報館一條龍運作，第八甫由此發展成報館街。
打銅街形成於十三行時代，因應外國商人需求，聘請江浙一帶的師傅學習打銅，根據外商需求製作銅器，清末民初，這一帶據計有超過2000個各式打銅行工人。
清光緒三十四年（1908），廣州報界公會成立，會所設在十八甫新源街，後來設在光復路附近的長壽街。民國時期，報館主要集中在第七甫、第八甫和十八甫一帶，有100多種，占當時廣州報業的半數以上。
1926年（丙寅虎年）打铜街（光复南路）开辟成马路，為其举行庆典，棚厂应要求把原来只附搭在戏棚前的单面彩门，搭成立体独立的彩楼，提升本土搭棚建筑艺术。

### 共和國後
到1950年代初，光復北路是經營壽衣、棺材、祭帳、殯葬行業集中地，現時已變為居民住宅區。1958年搞大炼钢铁，要強制收繳民間铜器，西關打銅受到衝擊，打銅街的老闆、工匠紛紛轉行，打銅街就此逐漸消失。

## 与之交汇道路
道路顺序由北往南排列，粗体字为主干道
- 西华路、第一津
- 芦荻街
- 中山七路
- 龙津东路
- 长寿东路
- 上九路
- 漿欄路
- 和平东路

## 公共交通
- 广州地铁1号线西門口站

均在鄰近光復路位置設有出口。